# 레이싱 포스트

레이싱 포스트는 경마, 그레이하운드 경주, 스포츠 베팅을 전문으로 하는 영국의 신문이다. 인쇄물과 온라인으로 제공 된다.